# Fossarininae
Sous-famille
Les Fossarininae sont une sous-famille de mollusques gastéropodes marins de tailles et de morphologies variables appartenant à la famille des Trochidae.

## Genres
- Broderipia Gray, 1847
- Clydonochilus P. Fischer, 1890
- Fossarina A. Adams & Angas, 1864 (synonyme Minos Hutton, 1884)
- Minopa Iredale, 1924
- Synaptocochlea Pilsbry, 1890